# 原恭
原 恭（はら やすし、1961年12月31日 - ）は、日本の実業家、近畿日本鉄道代表取締役社長。

## 来歴・人物
広島県広島市出身。1984年に一橋大学法学部を卒業し、近畿日本鉄道（法人としては現在の近鉄グループホールディングス＝近鉄GHD）に入社した。
近畿日本鉄道の鉄道事業本部企画統括部計画部長や、秘書広報部長、東京支社長、執行役員鉄道本部名古屋統括部長、取締役常務鉄道本部大阪統括部長兼大阪高速鉄道取締役、四日市あすなろう鉄道代表取締役社長、養老鉄道代表取締役社長などを経て、2019年伊賀鉄道代表取締役社長。
2020年三重交通グループホールディングス代表取締役社長、三重交通代表取締役会長、三交不動産代表取締役会長、名阪近鉄バス代表取締役会長、三重県観光開発取締役、三重テレビ放送取締役、三重県経営者協会会長、津商工会議所副会頭、三重県労使雇用支援機構会長。
2023年近畿日本鉄道代表取締役社長、日本民営鉄道協会副会長、歴史街道推進協議会理事。